# Кубок Болгарії з футболу 1988—1989
Кубок Болгарії з футболу 1988—1989 — 49-й розіграш кубкового футбольного турніру в Болгарії. Титул втретє поспіль здобув ЦФКА Средец (Софія).

## Календар
| Раунд      | Дата                            | Матчі | Клуби  |
| ---------- | ------------------------------- | ----- | ------ |
| 1/8 фіналу | 10 грудня 1988                  | 8     | 16 → 8 |
| 1/4 фіналу | 16 грудня 1988 - 14 лютого 1989 | 4     | 8 → 4  |
| 1/2 фіналу | 18 лютого 1989                  | 2     | 4 → 2  |
| Фінал      | 24 травня 1989                  | 1     | 2 → 1  |

## 1/8 фіналу
| Команда 1            | Рахунок      | Команда 2                     |
| -------------------- | ------------ | ----------------------------- |
| 10 грудня 1988       |              |                               |
| Тракія (Пловдив)     | 1:0          | Локомотив (Софія)             |
| Осьм (Ловеч)         | 0:2          | ЦФКА Средец (Софія)           |
| Враца                | 1:0          | Берое (Стара Загора)          |
| Пирин (Благоєвград)  | 1:1 пен. 4:5 | Дунав (Русе)                  |
| Вітоша (Софія)       | 3:1          | Етир (Велико-Тирново)         |
| Чорноморець (Бургас) | 1:0          | Сливен                        |
| Хебир (Пазарджик)    | 2:0          | Локомотив (Горішня Оряховиця) |
| Академік (Свиштов)   | 0:1          | Славія (Софія)                |

## 1/4 фіналу
| Команда 1            | Рахунок | Команда 2           |
| -------------------- | ------- | ------------------- |
| 16-17 грудня 1988    |         |                     |
| Дунав (Русе)         | 0:1     | ЦФКА Средец (Софія) |
| Чорноморець (Бургас) | 2:1     | Враца               |
| Хебир (Пазарджик)    | 1:5     | Вітоша (Софія)      |
| 14 лютого 1989       |         |                     |
| Тракія (Пловдив)     | 1:0     | Славія (Софія)      |

## 1/2 фіналу
| Команда 1            | Рахунок | Команда 2        |
| -------------------- | ------- | ---------------- |
| 18 лютого 1989       |         |                  |
| Чорноморець (Бургас) | 3:1     | Вітоша (Софія)   |
| ЦФКА Средец (Софія)  | 6:0     | Тракія (Пловдив) |

## Фінал
| 24 травня 1989 |

| Чорноморець (Бургас) | 0:3      | ЦФКА Средец (Софія)                   |
| -------------------- | -------- | ------------------------------------- |
|                      | Протокол | Костадинов 44' Стоїчков 50' Танев 59' |

| «Славі Алексієв», Плевен Глядачів: 15 000 Арбітр: Стефан Чакаров |